# Frederick Henry
Frederick Bernard Henry (ur. 11 kwietnia 1943 w London, zm. 3 grudnia 2024 w Calgary) – kanadyjski duchowny katolicki, biskup Calgary w latach 1998–2017.

## Życiorys
Święcenia kapłańskie otrzymał 25 maja 1968 i inkardynowany został do diecezji London.
18 kwietnia 1986 otrzymał nominację na biskupa pomocniczego rodzinnej diecezji ze stolicą tytularną Carinola. Sakry biskupiej udzielił mu 24 czerwca 1986 bp John Michael Sherlock.
24 marca 1995 papież Jan Paweł II mianował go biskupem diecezjalnym Thunder Bay w metropolii Toronto. 19 stycznia 1998 przeniesiony na biskupstwo Calgary w metropolii Edmonton.
3 stycznia 2017 przeszedł na emeryturę. Zmarł 3 grudnia 2024.